# تالر الرماية

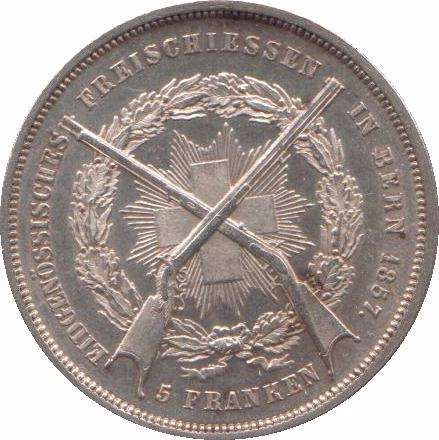
الوجه الخلفي لـ Schützentaler الصادر لمهرجان 1857 الفيدرالي في برن، صممه فرديناند كورن: بندقيتان مسكيتان في شارة الصليب السويسري أمام الصليب السويسري الرائع، إكليل الغار، فئة "5 فرنكات"، النقش "الرماية الحرة الفيدرالية في برن، 1857".

تالر الرماية/ˈtɑːlər/ TAH-lər؛ الألمانية: Schützentaler; الفرنسية: Écu de tir) هي عملة فضية بحجم تالر سكت لإحياء ذكرى مهرجان شوتزنفيست (بالفرنسية: Fête de tir) أو الرماية الحرة (بالألمانية: Freischiessen، بالفرنسية: Tir libre) في سويسرا.
بالمعنى الضيق، فإن العملات الفضية السويسرية Schützentaler هي العملات الفضية التي تساوي في الحجم والوزن العملة السويسرية من فئة 5 فرنك والتي تسك بمناسبة أحد مهرجانات الرماية الفيدرالية أو Eidgenössische Schützenfeste. صدرت عملتين من هذا النوع من قِبل دار سك العملة في كانتون غراوبوندن (1842، بقيمة 4 فرنكات سويسرية)، وجلاروس (1847، بقيمة 40 باتزن) قبل إنشاء دار سك العملة الفيدرالية. في بعض الأحيان تضمن عملة التالر المزدوجة (10 فرنكات) التي سكتها جنيف وتبرع بها كجوائز نقدية لمهرجان عام 1851 باسم "تالر الرماية".
أصدرت دار سك العملة الفيدرالية خمسة عشر قطعة نقدية من هذا النوع بقيمة اسمية تبلغ خمسة فرنكات، بين عامي 1855 و1885. لم يكن القصد من هذه العملات المعدنية أن تكون بمثابة عملة قانونية، على الرغم من أنها أصدرتها دار سك العملة الفيدرالية بقيمة اسمية. نظرًا لأنها سُكّت وفقًا للمواصفات الرسمية لعملة الخمسة فرنكات، وتداولت بحكم الأمر الواقع. بعد عام 1885، ثني دار سك العملة الفيدرالية عن سك هذه العملات شبه الرسمية من جانب الاتحاد النقدي اللاتيني. بعد انهيار الاتحاد النقدي، أصدرت دار سك العملة الفيدرالية السويسرية عملتين أخريين من فئة تالر الرماية، في عامي 1934 و1939، ليصل إجمالي عدد العملات إلى عشرين عملة تالر الرماية مميزة (3 كانتونات، و17 فيدرالية). من بين 22 كانتونًا للاتحاد السويسري، تمثل 18 كانتونًا في هذه العملات، والاستثناءات هي أوري، أبنزيل، أرجاو، وفاليه.
تصور معظم التصميمات في السلسلة موضوعات وطنية قوية، وغالبًا ما تصور تجسيدًا فيدراليًا يسمى هيلفيتيا إلى جانب تجسيد كانتوني أو مدينة، وفي بعض الحالات تشير إلى أحداث تاريخية محددة. يمكن تمييز السلسلة بأكملها عن النوع الأكثر تنوعًا من ميداليات الرماية (Schützenmedaillen) من خلال التزامها بمواصفات العملات المتداولة (باستثناء العينات الكانتونية الثلاثة، العملة السويسرية بقيمة 5 فرنكات). جميع الإصدارات باستثناء إصدارات ستان (1861) وسانت جالن (1874) هي إصدارات مقومة.
إحياء مصطلح Schützentaler للعملات التذكارية المنتجة تجاريًا بحجم النالر والمعروضة في سوق هواة الجمع منذ ثمانينيات القرن العشرين.

## تاريخ
سكت أول ميداليات الرماية تكريمًا لمسابقة الرماية للضباط التي أقيمت في لانغينثال، برن، في عام 1822. استمرت صناعة ميداليات الرماية بأعداد كبيرة، وسكت بمجموعة متنوعة من المعادن، بما في ذلك الفضة، البرونز، الذهب، والمعادن البيضاء.
كانت أولى عملات التالر التي اطلقت عبارة عن قطع كانتونية، سكت في أربعينيات القرن التاسع عشر من قِبل غراوبوندن وجلاروس باعتبارهما كانتونات ذات سيادة للاتحاد الكونفدرالي المستعاد. كان هذان التالران عملة قانونية تمامًا، واصدارهما وفقًا لنفس الشروط التي صدرت بها العملات المعدنية المتداولة الأخرى في تلك الفترة.
في مهرجان عام 1851، أصدرت جنيف، التي كانت بالفعل إحدى كانتونات الاتحاد السويسري ولكن قبل أن تصبح دار السك الفيدرالية جاهزة للعمل بكامل طاقتها، قطعة نقدية بقيمة 10 فرنكات. يُدرج هذا أحيانًا على أنه "تالر الرماية"، على الرغم من عدم الإشارة بأي شكل من الأشكال إلى مهرجان الرماية في تصميم العملة المعدنية. إن إصدار جنيف لعام 1851، والذي سك 1000 قطعة منه فقط، هو أندر أنواع التالر الرماية، وبالتالي حقق أعلى قيمة لهواة الجمع، حيث بيع بأكثر من 1500 فرنك سويسري.
سكت جميع إصدارات تالر الرماية الفيدرالية في القرن التاسع عشر إلى درجة قانونية، ومنحت فئة خمسة فرنكات. ولكن منذ عام 1865، أصبحت سويسرا عضوًا في الاتحاد النقدي اللاتيني، وبما أن عملات التالر الرماية لم تكن مدرجة في العملات النقدية التي أقرها الاتحاد، فإنها تعتبر شبه ميدالية وليست عملة قانونية من الناحية الفنية على الرغم من تداولها بحكم الأمر الواقع، وكان تداولها متسامحًا معه من قِبل السلطات الفيدرالية. كانت مسألة تصنيف عملات التالر الصادرة على المستوى الفيدرالي باعتبارها عملة متداولة محل جدل في أواخر القرن التاسع عشر. ويجادل هاس (1893) لصالح الاعتراف بهم على هذا النحو. ويستشهد بحقيقة مفادها أن هذه العملات المعدنية كانت متداولة بحكم الأمر الواقع لمدة ثلاثة عقود من الزمن دون أي تدخل من جانب السلطة الفيدرالية. بالإضافة إلى ذلك، سك تالر 1855 كعملة عادية بقيمة 5 فرنكات مع الاستثناء الوحيد لمهرجان الرماية المذكور في النقش على حافة العملة.
آخر تالر من هذه السلسلة هو إصدار برن لعام 1885. بعد هذا الوقت، ثني سويسرا عن إصدار المزيد من هذه العملات شبه الرسمية من قِبل الاتحاد النقدي اللاتيني.
على الرغم من أن مصطلح Schützentaler محجوز في الغالب للتقاليد السويسرية، أصدرت بعض دور سك العملة الألمانية في القرن التاسع عشر أيضًا عملات تذكارية لـ Schützenfeste. تشمل الأمثلة الولايات الألمانية بادن، بريمن، فرانكفورت أم ماين وهانوفر،
في عام 1927، توقف الاتحاد النقدي عن الوجود. بدأ سك سلسلة جديدة من عملات التالر المخصصة للرماية في عام 1934 تكريماً لمهرجان الرماية في فريبورغ، وصدر تصميم آخر في عام 1939 لمهرجان لوسيرن. كان إصدار عام 1934 هو آخر إصدار رسمي لعملة تالر رماية يطابق نظيره المتداول من حيث القطر والوزن. لم تكن إصدارات عام 1939 بنفس الحجم والوزن مثل نظيراتها المتداولة، ولكن كلا الإصدارين كانا قابلين للاسترداد فقط في مهرجان الرماية أو الشركات المشاركة. توقف المهرجان الفيدرالي، ومعه إنتاج التالر الرماية، بسبب اندلاع الحرب العالمية الثانية.
بالنسبة للمهرجانات الفيدرالية من عام 1949 إلى عام 1977، صنعت العملات التذكارية ولكن ليس وفقًا للمواصفات الرسمية. مع تزايد شعبية جمع العملات التذكارية في ثمانينيات القرن العشرين، صدرت عملات فضية فاخرة أطلق عليها اسم Schützentaler بشكل خاص للاحتفالات الكانتونية والفيدرالية.

## القضايا الكانتونية

### تشور (1842)
- السنة: 1842
- الموقع: تشور
- الفئة: 4 فرنكات
- المصمم(ون): كارل فريدريش فويجت
- القطر: 40 مـم (1.57 بوصة)
- المعدن المستخدم في العملة: الفضة
- سك العملة: 6000[16]
- ملاحظة: صهر 1744 قطعة في عام 1852، ليصل الحد الأقصى إلى 4256 قطعة باقية. ومن المعروف أن قطع المعدن الأبيض والزنك قدضربت. ويُزعم أن قطع الزنك ثبتت في وسط الهدف أثناء مهرجان الرماية. في حالة الإصابة، سيمنح مطلق النار جائزة أكبر.[17]

|            | تفاصيل                                      | ترجمة                                  |
| ---------- | ------------------------------------------- | -------------------------------------- |
| وجه العملة | EIDGENÖSSISCHES FREISCHIESSEN في خور – 1842 | إطلاق نار مجاني فيدرالي في تشور – ١٨٤٢ |
| يعكس       | كانتون غراوبوندن – 4 شفايتزر فرانكن         | كانتون غراوبوندن – 4 فرنك سويسري       |
| حافة       | آينتراخت ماخت ستارك                         | الانسجام هو القوة                      |

### جلاروس (1847)
- السنة: 1847
- الموقع: جلاروس
- الفئة: 40 باتزن
- المصممون: إس. برجر، كارل فريدريش فويجت
- القطر: 40 مـم (1.57 بوصة)
- المعدن المستخدم في العملة: الفضة
- سك العملة: 3200[18]
- ملاحظة: صهر 1023 قطعة في عام 1852، ليصل الحد الأقصى إلى 2177 قطعة متبقية. ومن المعروف أن قطع المعدن الأبيض والزنك قد ضربت. ويُزعم أن قطع الزنك ثبتت في وسط الهدف أثناء مهرجان الرماية. في حالة الإصابة، سيمنح مطلق النار جائزة أكبر.[19]

|            | تفاصيل                                         | ترجمة                                    |
| ---------- | ---------------------------------------------- | ---------------------------------------- |
| وجه العملة | EIDGENÖSSISCHES FREYSCHIESSEN في جلاروس – 1847 | إطلاق نار مجاني فيدرالي في جلاروس – ١٨٤٧ |
| يعكس       | 40 بت في الثانية.                              | 40 باتزن                                 |
| حافة       | آينتراخت ماخت ستارك                            | الانسجام هو القوة                        |

### جنيف (1851)
- السنة: 1851
- الموقع: جنيف
- الفئة: 10 فرنكات
- المصمم(ون): أنطوان بوفي[20]
- القطر: 48 مـم (1.89 بوصة)
- المعدن المستخدم في العملة: الفضة
- سك العملة: 1000[21]
- ملحوظة: هذه العملات المعدنية لا تعتبر من الناحية الفنية "عملات إطلاق نار"، حيث لم يذكر مهرجان إطلاق النار أو الإشارة إليه بأي شكل من الأشكال في التصميم. إنها في الواقع دفعة مكونة من 1000 عملة معدنية مزدوجة التالر (10 فرنك، 52 غرام) سكت من قِبل كانتون جنيف خصيصًا كجوائز نقدية يمكن الفوز بها في المهرجان.[22][8]

|            | تفاصيل                                  | ترجمة                                 |
| ---------- | --------------------------------------- | ------------------------------------- |
| وجه العملة | بوست – تينبراس – لوكس                   | النور بعد الظلام                      |
| يعكس       | الجمهورية وكانتون جنيف – 10 فرنكات 1851 | جمهورية وكانتون جنيف – 10 فرنكات 1851 |
| حافة       | لا أحد                                  | لا أحد                                |

## القضايا الفيدرالية (1855–1885)

### سولوتورن (1855)
- السنة: 1855
- الموقع: سولوتورن
- الفئة: 5 فرنكات
- المصممون: فريدريش فيش، إس. برجر، كارل فريدريش فويجت
- القطر: 37 مـم (1.46 بوصة)
- المعدن المستخدم في العملة: الفضة
- سك العملة: 3000[23]
- تصميم:
الوجه. :شكل هيلفيتيا جالسة، تحمل درعًا يحمل شعار النبالة الفيدرالي، يشير إلى اليسار، مع جبال وآذان ذرة، هيلفيتيا
5 فر 1855 إكليل من أوراق البلوط والجنطيانا
الحافة: EIDGEN. فرايشيسن سولوتورن 1855
- ملحوظة: التصميم مطابق تمامًا للعملات الفيدرالية العادية من فئة 5 فرنك والتي كانت مستخدمة في ذلك الوقت، باستثناء النقش الموجود على الحافة.[23] أُبلغ عن التقليد (المصنوع من عملات أصلية بقيمة 5 فرنكات من عام 1850) في وقت مبكر من عام 1890.[24]

### برن (1857)
- السنة: 1857
- الموقع: برن
- الفئة: 5 فرنكات
- المصمم(ون): فرديناند كورن
- القطر: 37 مـم (1.46 بوصة)
- المعدن المستخدم في العملة: الفضة
- سك: 5,191[25]
- تصميم:
الوجه. : شخصية واقفة لجندي يحمل بندقية، EHRE IST MEIN HOECHSTES ZIEL. ("الشرف هو هدفي الأسمى")، توقيع KORN.
الظهر: بندقيتان للعبور، صليب سويسري في روعة إكليل، 5 فرانكن، EIDGENÖSSISCHES FREISCHIESSEN في بيرن 1857.
- ملحوظة: من المعروف أن بعض الأمثلة ضربت بالمعدن الأبيض.[25] العينة الوحيدة المعروفة من "الفئة الثانية" للدولار الصادر عام 1804، والموجودة الآن في المجموعة الوطنية للعملات، ضربت فوق عملة تالر أمريكية من عام 1857.

### زيورخ (1859)
- السنة: 1859
- الموقع: زيورخ
- الفئة: 5 فرنكات
- المصمم(ون): فرديناند كورن
- القطر: 37 مـم (1.46 بوصة)
- المعدن المستخدم في العملة: الفضة
- سك العملة: 6000[26]
- تصميم:
الوجه: شخصية واقفة لجندي يحمل بندقية، EIDGENÖSSISCHES FREISCHIESSEN،1859، توقيع كورن
الظهر: شعاران كانتونيان تحت شعار فيدرالي، مدعومان بأسدين. زيورخ، 5 فرانكن.

### نيدوالدن (1861)
- السنة: 1861
- الموقع: ستانس، نيدوالدن
- الفئة: 5 فرنكات
- المصممون: أنطوان بوفي، فرديناند شلوث
- القطر: 37 مـم (1.46 بوصة)
- المعدن المستخدم في العملة: الفضة
- سك العملة: 6000[27]
- تصميم:
الوجه:النصب التذكاري المخطط لـ Winkelried في Stans [28] ARNOLD WINKELRIED، توقيع A. BOVY
الظهر: الصليب السويسري في روعة، EIDGENÖSSISCHES SCHÜTZENFEST في نيدفالدن – 1861
- ملاحظات: من المعروف أن قطع Essai ضربت من المعدن الأبيض.[27]

### لا شو دو فون (1863)
- السنة: 1863
- الموقع: لا شو دو فون، نوشاتيل
- الفئة: 5 فرنكات
- المصممون: أنطوان بوفي، جاكوب سيبر
- القطر: 37 مـم (1.46 بوصة)
- المعدن المستخدم في العملة: الفضة
- سك العملة: 6000[29]
- تصميم:
الوجه: تمثال هيلفيتيا جالس، هيلفيتيا - 5 فرنكات
الظهر.: شعار النبالة لكانتون نوشاتيل (شعار النبالة الجديد الذي قُدم بعد أزمة نوشاتيل عام 1857) مع بندقيتين وعلمين في صليب الصليب وإكليل من الزهور، تحت صليب سويسري رائع، TIR FEDERAL A LA CHAUX-DE-FONDS – JUILLET 1863، توقيع SIBER
- ملحوظة: من المعروف أن بعض الأمثلة قد ضربت بالمعدن الأبيض.[29]

### شافهاوزن (1865)
- السنة: 1865
- الموقع: شافهاوزن
- الفئة: 5 فرنكات
- المصمم: أنطوان بوفي
- القطر: 37 مـم (1.46 بوصة)
- المعدن المستخدم في العملة: الفضة
- سك العملة: 10,000[30]
- تصميم:
الوجه: تجسيد المدينة جالسًا، ممسكًا بإكليل من الزهور، مع شعار النبالة الفيدرالي على المقعد، وبرج مونوت في الخلفية، ويدها اليسرى مستندة على كتف ابن تيل الذي يحمل التفاحة المثقوبة.
الظهر: شعار النبالة لشافهاوزن أمام صليب سويسري بزخرفة قوطية، EIDGENÖSSISCHES SCHÜTZENFEST IN SCHAFFHAUSEN 1865 – 5 Fr. ، التوقيع أ. بوفي
- ملاحظة: من المعروف أن هناك مثالين سُكا من الذهب.[30] هناك تزويرات في السبائك المغناطيسية.[31]

### شويز (1867)
- السنة: 1867
- الموقع: شفيتس
- الفئة: 5 فرنكات
- المصمم: أنطوان بوفي
- القطر: 37 مـم (1.46 بوصة)
- المعدن المستخدم في العملة: الفضة
- سك العملة: 8000[32]
- تصميم:
الوجه: أسد متوحش، يحمل سيفًا، ويدعم درع الكانتون. مخلب الأسد الخلفي الأيمن يقف على قوس وجعبة من الأسهم، وقمتا غروسير ميتين في الخلفية، كانتون شويز، توقيع أ. بوفي
الظهر: مجموعة متنوعة من الأسلحة وأربع لافتات متقاطعة خلف الدرع الفيدرالي، إكليل الزهور أدناه، EIDGENÖSSISCHES SCHÜTZENFEST IN SCHWYZ 1867 – 5 Fr.

### زوغ (1869)
- السنة: 1869
- الموقع: زوغ
- الفئة: 5 فرنكات
- المصمم: أنطوان بوفي
- القطر: 37 مـم (1.46 بوصة)
- المعدن المستخدم في العملة: الفضة
- سك العملة: 6000[33]
- تصميم:
الوجه. :جندي من العصور الوسطى يحمل سيفًا ونصف درع، يحمل هلبردًا في يده اليمنى، ويحمل راية الكانتون في يده اليسرى، هانز لاندينج ري TTET DAS PANNER BEI ARBEDO ("هانز لاندونج ينقذ الراية في أربيدو")، 1422 ، التوقيع أ. بوفي إس سي. تي
الظهر.:غطاء من الريش فوق الدروع الفيدرالية والكانتونية، متراكب فوق بنادق متقاطعة وإكليل من خشب البلوط والغار، عيد الشجاعة المقدس 1869 في تسوغ. 5 فر
- ملاحظة: من المعروف أن أربعة أمثلة سكت من الذهب.[33]

### زيورخ (1872)
- السنة: 1872
- الموقع: زيورخ
- الفئة: 5 فرنكات
- المصمم: فريتز لاندري
- القطر: 37 مـم (1.46 بوصة)
- المعدن المستخدم في العملة: الفضة
- سك العملة: 10,000[34]
- تصميم:
الوجه. :تجسيد المدينة واقفًا، يضع ذراعه اليمنى على درع زيورخ، وذراعه اليسرى تحمل إكليلًا من الزهور، وعند قدميها معدات ومحاصيل وإطلالة على البحيرة، FÜR FREIHEIT UND VATERLAND ("من أجل الحرية والوطن")، توقيع F. LANDRY
الظهر: الدرع الفيدرالي المتراكب على حزمة وبندقيتين متقاطعتين، مع شعار ALLE FÜR EINEN – EINER FÜR ALLE (" الجميع من أجل واحد، والواحد من أجل الجميع")، محاط بإكليل من خشب البلوط والغار، EIDGENÖSSISCHES. مهرجان شوتزينفيست. في. زيورخ. 1872. 5 فر
- ملحوظة: استخدم تصميم الوجه أيضًا لإطلاق الميداليات الصادرة لنفس المهرجان.[34]

### سانت غالن (1874)
- السنة: 1874
- الموقع: سانت غالن
- الفئة: 5 فرنكات
- المصممون: فريتز لاندري، أنطوان بوفي
- القطر: 37 مـم (1.46 بوصة)
- المعدن المستخدم في العملة: الفضة
- سك العملة: 15000
- تصميم:
الوجه: أدريان فون بوبينبيرج قبل معركة مورتين: فارس راكع، خوذته موضوعة على الأرض، يحمل الراية الفيدرالية في يساره، ويشير بسيفه إلى اليسار، وفي الخلفية الشمس المشرقة ومدينة مورتين، والقوات البرنية تظهر على الهامش الأيمن، 1474 أ 1476 ، النقش أ. بوفي ف. ت.
الظهر: شعار النبالة لسانت جالن فوق البنادق المتقاطعة وإكليل من خشب البلوط والغار. الصليب السويسري في الأعلى، منظر المدينة في الخلف، EIDGENÖSS. شوتزينفيست في سانت جالن – 1874
- ملاحظات: يشير المشهد إلى حلقة قبل المعركة: بينما كان البرنيون في الصلاة، انبثقت الشمس من غطائها السحابي، ويقال إن بوبينبيرج صاح "إلى الأمام أيها الإخوة، الله ينير نصرنا!".[35] وقد استخدم دوروسيل نفس التركيبة لصنع ميدالية من الصفيح تخليدًا لذكرى المعركة في نفس العام.[36]

### لوزان (1876)
- السنة: 1876
- الموقع: لوزان
- الفئة: 5 فرنكات
- المصمم: إدوارد دوروسيل
- القطر: 37 مـم (1.46 بوصة)
- المعدن المستخدم في العملة: الفضة
- سك العملة: 20,000
- تصميم:
الوجه. : هيلفيتيا وتجسيد فود يصافحان بعضهما، فود تحمل كأس نبيذ، دروع كانتونية وفيدرالية، أعلام وحزم في الخلفية، محاطة بكروم العنب ومناظر الجبال، 1836 · 1876 (1836 هو تاريخ أول مهرجان رماية فيدرالي في لوزان)، POUR · ETRE · FORTS SOYONS · UNIS · ("لكي نكون أقوياء، دعونا نتحد")، 5 F، توقيع DURUSSEL
الظهر: منظر لمدينة لوزان، TIR FÉDÉRAL DE 1876 LAUSANNE
- ملاحظة: استخدم التصميم العكسي على ميدالية الرماية الصادرة لنفس المهرجان.[37]

### بازل (1879)
- السنة: 1879
- الموقع: بازل
- الفئة: 5 فرنكات
- المصمم: إدوارد دوروسيل
- القطر: 37 مـم (1.46 بوصة)
- المعدن المستخدم في العملة: الفضة
- سك العملة: 30,000[38]
- تصميم :
الوجه: جندي سويسري واقف يرتدي زي عصر النهضة مع بيدينهاندر وكاتزبالجر، DAS SCHWERT ZUR HAND IM HERZEN GOTT SO WIRD D. SCHWEIZER NIE Z. SPOTT ("مع السيف في يده والله في قلبه، لن يتعرض السويسريون للخزي أبدًا")، التوقيعات لاندرر ، دوروسل.
الظهر: شعار مدينة بازل مدعومًا بالبازيليسق في دائرة من شعارات الكانتونات الـ 22، EIDG. شوتزينفيست في بازل 1879 ، 5 الاب.
- ملحوظة: يوجد نوعين. يصور أحد الأصناف الأشعة بين السيف والساق، في حين أن النوع الآخر لا يفعل ذلك. ومن المعروف أن بعض الأمثلة ضربت بالمعدن الأبيض.[38]

### فريبورغ (1881)
- السنة: 1881
- الموقع: فريبورغ
- الفئة: 5 فرنكات
- المصمم: إدوارد دوروسيل
- القطر: 37 مـم (1.46 بوصة)
- المعدن المستخدم في العملة: الفضة
- سك العملة: 30,000[39]
- تصميم:
الوجه: جنديان سويسريان، أحدهما يحمل قوسًا ونشابًا والآخر هلبيرد، يدعمان دروع فريبورغ وسولوتورن على التوالي، يجلسان عند قدمي هيلفيتيا يحملان العلم الفيدرالي، دخول فريبورغ وسولوتورن إلى الاتحاد السويسري، 1481 ("دخول فريبورغ وسولوتورن إلى الاتحاد السويسري، 1481")، توقيع إي. دوروسيل.
الظهر: الصليب السويسري في روعة فوق منظر مدينة فريبورغ، TIR FÉDÉRAL À FRIBORG 1881 ، 5 Fr .

### لوغانو (1883)
- السنة: 1883
- الموقع: لوغانو
- الفئة: 5 فرنكات
- المصمم(ون): إدوارد دوروسيل
- القطر: 37 مـم (1.46 بوصة)
- المعدن المستخدم في العملة: الفضة
- سك العملة: 30,000[40]
- التصميم:[41]
الوجه: هيلفيتيا جالسة مع تيسينو كإله النهر، وهيليفيتيا تحمل سيفًا ودرعًا فيدراليًا، وتيسينو يحمل مجدافًا بألوان كانتونية، وكلاهما يجلسان على نفق جوتهارد (افتتح عام 1882)، والذي تخرج منه قاطرة، LIBERTADE INERME É DE' TIRANNI AGEVOL PREDA ("الحرية العاجزة فريسة سهلة للطغاة")، 5 فرنك، توقيع إي. دوروسيل.
الظهر: درع لوغانو بزخارف قوطية، متراكب على بندقيتين، واثنتين من اللافتات، فرع غار، قبعة ريشية، وعباءة ترتكز على الدرع، ومنظر للبحيرة والمدينة على اليمين، TIRO FEDERALE IN LUGANO 1883.

### برن (1885)
- السنة: 1885
- الموقع: برن
- الفئة: 5 فرنكات
- المصممون: إدوارد دوروسيل، كريستيان بوهلر
- القطر: 37 مـم (1.46 بوصة)
- المعدن المستخدم في العملة: الفضة
- سك العملة: 25000
- تصميم:
الوجه: هيلفيتيا واقفة وهي تحمل سيفًا ودرعًا فيدراليًا، أمام الدب البرني، وتستقر يدها اليسرى على كتف الدب، DEM BUND ZUM SCHUTZ DEM FEIND ZUM TRUTZ ("حماية الاتحاد، وتحدي العدو")، التوقيع E. DURUSSEL.
الظهر: شعار النبالة البرني متراكبًا على بنادق متقاطعة، إكليل من أوراق البلوط والجنطيانا، الصليب السويسري الرائع أعلاه، عيد القديسين السويسريين في برن · 1885، 5 فرنك. ، التوقيع C. BÜHLER INV.
- ملاحظة: من المعروف أن بعض الأمثلة ضربت بالمعدن الأبيض.[25]

## القضايا الفيدرالية (1934–1939)

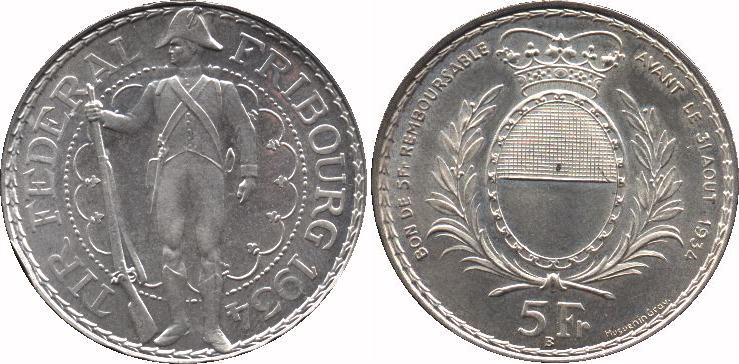
تالر إطلاق النار في فريبورغ عام 1934. تقول وسيلة الإيضاح العكسية: BON DE 5Fr REMBOURSABLE AVANT LE 31 AOUT 1934 (الإنجليزية: جيد مقابل خمسة فرنكات قابلة للسداد قبل 31 أغسطس 1934)

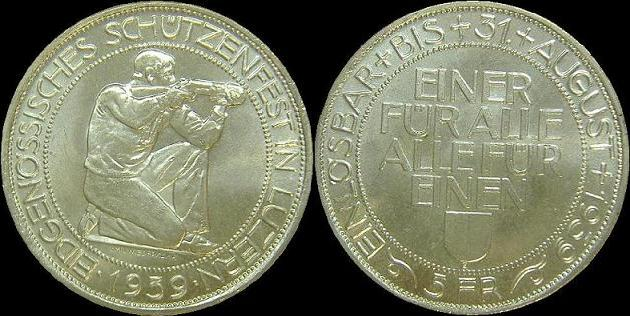
تالر إطلاق النار في لوسيرن عام 1939

عملات التالر الرماية الصادرة في عامي 1934 و1939 هما العينتين الأخيرتين اللتين أصدرتهما دار سك العملة الفيدرالية السويسرية. كان لديهم بالفعل الفئة التقليدية البالغة 5 فرنكات، ولكن مع تعليمات إضافية مفادها أن العملات المعدنية لا يمكن استبدالها إلا بهذا المبلغ في المهرجان نفسه. كانت العملة المعدنية لعام 1934 تحمل النقش Bon de 5 Fr. قابلة للسداد قبل 31 août 1934 ("قسيمة بقيمة 5 فرنكات قابلة للاسترداد قبل 31 أغسطس 1934") وكانت قسيمة 1939 تحتوي على Einlösbar bis 31. أغسطس 1939 (قابلة للاسترداد حتى 31 أغسطس 1939).
سكت وفقًا للمواصفات الجديدة لعملات 5 فرنك، والتي خفضت من 37 ملم، و25 غرامًا من الفضة النقية 90% (22.5 غرامًا من الفضة النقية) إلى 31 ملم، و15 غرامًا من الفضة النقية 83.5% (12.525 غرامًا من الفضة النقية)، وبالتالي لم تعد بحجم "التالر".
| موقع    | تاريخ | فئة      | العملات المعدنية | سك العملة | رقم كم | رقم هابرلينج |
| ------- | ----- | -------- | ---------------- | --------- | ------ | ------------ |
| فريبورغ | 1934  | 5 فرنكات | فضي              | 40,650    | س18    | ماء          |
| فريبورغ | 1934  | 100 فرنك | ذهب              | 2000      | س19    | H21          |
| لوسيرن  | 1939  | 5 فرنكات | فضي              | 40,000    | اس 20  | H22          |
| لوسيرن  | 1939  | 100 فرنك | ذهب              | 6000      | س21    | H23          |

## الميداليات

### الميداليات (1829–1853)
لم تصنع أي ميداليات لإحياء ذكرى عيد عيد الميلاد الحديث الأول في عام 1824. وبالمثل، لا توجد ميداليات من المهرجان الثاني في عام 1827، وكانت هناك فقط رموز الرماية (جيتون) ولكن لا توجد ميداليات حقيقية من المهرجان الثالث في عام 1828. صدرت أول ميدالية فضية مخصصة لمهرجان الرماية الفيدرالي في المهرجان الرابع عام 1829، في فريبورغ، كجائزة للرماية. في المهرجان الخامس الذي أقيم في برن عام 1830، صنعت ميدالية فضية تذكارية بحتة. بعد ذلك، هناك فجوة أخرى مدتها عقد كامل، لم يتخللها سوى ميدالية جائزة الرصاص التي رعتها مدينة راجاز لمهرجان عام 1838 في سانت جالن. كان المهرجان الحادي عشر، تشور 1842، هو المهرجان الأول الذي توجد فيه قضية كانتونية لإطلاق النار على التالر. في عام 1844، في بازل، كانت هناك مرة أخرى ميدالية فضية تذكارية. أصدر مهرجان آراو عام 1849 ميدالية تذكارية، ليست مخصصة للمهرجان الحالي بل لإحياء ذكرى المهرجان الأول قبل 25 عامًا. وتبع ذلك ميدالية تذكارية أخرى لمهرجان لوسيرن عام 1853، وهي الميدالية الأخيرة من نوعها التي سبقت تقديم عملة التالر الفيدرالية المستخدمة في الرماية في عام 1855.
وبالتالي فإن الميداليات الفضية لعامي 1830 و1844 هي أول ميداليات فضية تذكارية للمهرجانات الفيدرالية. ومن بين هاتين الميداليتين، صنع العديد من النسخ حوالي عام 1890. من غير الواضح ما إذا كانت هذه النسخ مزورة بقصد الخداع أو ما إذا كانت تباع علانية على أنها نسخ في ذلك الوقت، ولكن في كلتا الحالتين، لا تحمل أي علامات مميزة ومن الصعب التمييز بينها وبين النسخ الأصلية.
| الموقع    | التاريخ | التصميم | الحجم   | الوزن          | رقم ريختر |
| --------- | ------- | --- | ------- | -------------- | --------- |
| فريبورغ   | 1829    | شعار فريبورغ، CANTON FREYBURG؛ EIDGENÖSSISCHES EHR UND FREYSCHIESSEN, EHRENGABE 1829. |         | 20.8 غ         | 400       |
| برن       | 1830    | هرم بنادق مع علم و**fasces**، ALLE NACH EINEM ZIELE ("الكل نحو هدف واحد")؛ Z. ANDENKEN A.D.EIDSG.FREYSCHIESSEN IN BERN V. 12-17 JUL.1830 ("لإحياء ذكرى الرماية الفيدرالية الحرة الخامسة في برن، من 12 إلى 17 يوليو 1830")، إكليل بلوط، IMMER BEREIT ("دائمًا جاهز")؛ من نيكولاس فريدريش روتميير | 28.3 مم | 10.1 غ         | 179a      |
| سانت غالن | 1838    | صليب سويسري، ZUM EIDG. FREISCHIESSEN IN ST.GALLEN 1838؛ إكليل، EHRENGABE VON RAGAZ | 51 مم   | 116.6 غ (رصاص) |           |
| بازل      | 1844    | EIDGENÖSSISCHES FREISCHIESSEN 1844 ZU BASEL، جندي يحتضر مدرّع بسيف مكسور ودرع، يحمل علمًا، ST:IACOB AN DER BIRS 26 AUGUST 1444. (معركة سانت يعقوب على نهر بيرس) A BOVY•SC؛ شعارات الكانتونات الثمانية Acht Orte، ''DER SCHILD ZERBROCHEN, DAS SCHWERT ENTZWEI, DAS BANNER IN STERBENDER HAND. TRIUMPH DAS VATERLAND BLEIBT FREI, GOTT SEGNE DAS VATERLAND. ("الدرع محطم، السيف مكسور، الراية في يد تحتضر / النصر، الوطن يبقى حرًا، فليبارك الله الوطن.") | 38 مم   | 26.6 غ         | 87b       |
| آرغاو     | 1849    | شعار المدينة، رمزية مستلقية للتجارة أو الصناعة، KUNST UND FLEISS, DES FRIEDENS PREIS. CANTON AARGAU 1803 ("الفن والاجتهاد، ثمن السلام") A.BOVY FECIT؛ شعار الكانتون، صليب سويسري مع سحب وأشعة، إكليل من الغار والبلوط، 25 JÄHRIGE JUBELFEIER DES EIDG. SCHÜTZENFESTES AARAU 1849 ("الاحتفال بالذكرى الـ25 لمهرجان الرماية الفيدرالي [لعام 1824] في آرغاو، 1849")                                                                                      |         |                | 1b        |
| لوسيرن    | 1853    | شخصية أرنولد فون وينكلريد مستلقية ميتة، ممسكًا بحزمة من الرماح، تطفو فوقه رمزية النصر بإكليل وقبعة الحرية، DEM ARNOLD VON WINKELRIED DAS DANKBARE VATERLAND ("[إهداء] إلى أرنولد فون وينكلريد من الوطن الممتن")، I.B. FRENER (النقّاش يوهان-باپتيست فرينر)؛ صليب سويسري مشع، إكليل من البلوط والغار، SCHÜTZENFEST DER EIDGENOSSEN IN LUZERN 1853 ("مهرجان الرماية للفيدراليين في لوسيرن 1853")                                                          | 41 مم   | 30 غ           |           |

### الميداليات (1887–1929)
يشار أحيانًا إلى الميداليات الفضية للمهرجانات الفيدرالية من عام 1887 – عام 1929 باسم Schützentaler. وسك معظم هذه العملات أيضًا من البرونز والذهب. سكت الميداليات من عام 1887 إلى عام 1901 بحجم التالر الكامل (أو أكبر قليلاً)، بقطر 45 ملم ووزن فضي يزيد عن 38 غرامًا. ابتداءً من عام 1904، أصبحت الميداليات أصغر حجمًا، وفي عام 1924 خفضت إلى 10 غرامات من الفضة (تعكس الفضة في أعقاب الحرب العالمية الأولى).
| الموقع    | التاريخ | التصميم | الحجم | الوزن                      | عدد السك (السكّات) | رقم ريختر |
| --------- | ------- | --- | ----- | -------------------------- | ----------------- | --------- |
| جنيف      | 1887    | الوجه: مسكيتير يرتدي درعًا جزئيًا يقف على أسوار المدينة أمام مدفع ودرع يحمل شعار المدينة، منظر المدينة بالخلفية، TOUT POUR LA PATRIE، 1519·1526، 1584·1814؛ الظهر: شعارات اتحادية على شعار المدينة (النسر الإمبراطوري، مفتاح بطرس، رمز المسيح IHS)، UN POUR TOUS, TOUS POUR UN، TIR FEDERAL A GENEVE 1887 (من أعمال: H. Bovy, C. Richard, E. Lossier) | 45 مم |                            | 12 (ذهب)          |           |
| فراونفيلد | 1890    | الوجه: تجسيد لهيلفيسيا تحمي تورغاو، قلعة فراونفيلد، تاريخ "1803"؛ الظهر: شعار فراونفيلد (Hugues Bovy) | 45 مم | 38.8 غ                     |                   | 1250      |
| غلاروس    | 1892    | الوجه: جندي بلباس عصر النهضة يحمل رمحًا ويستند إلى درع بيضاوي بشعار غلاروس، أوراق بلوط، منظر بانورامي للمدينة بالخلفية، FÜR EHR UND WEHR؛ الظهر: بندقية وغصن غار يتقاطعان خلف كأس بشعار غلاروس، EIDGEN. SCHÜTZENFEST IN GLARUS 1892 (F. Homberg, Bern)                                                                                               | 45 مم | 43 غ (فضة)                 | 50 (فضة)          | 807       |
| غلاروس    | 1892    | الوجه: هيلفيسيا واقفة مع منظر بانورامي لغلاروس، GEDENKET DER THATEN EURER VAETER ("تذكّروا أفعال آبائكم")؛ الظهر: شعار غلاروس (Huguenin frères) | 45 مم | 38.8 غ (فضة)، 67.8 غ (ذهب) | 55 (ذهب)          | 808       |
| فينترتور  | 1895    | الوجه: تمثيل مجسد للمدينة جالسة وتمسك بغصن غار، تحت صليب سويسري مشع، منظر جناح المهرجان بالخلفية؛ الظهر: منظر المدينة ضمن إكليل، شعار المدينة، غصون غار، قوس، تماثيل الحرية وهيرميس، EIDGENÖSSISCHES SCHÜTZENFEST 1895 IN WINTERTHUR (Georges Hantz، H. Wildermuth)                                                                                 | 45 مم | 38.6 غ (فضة)               |                   | 1756      |
| نوشاتيل   | 1898    | الوجه: مشهد ميدان رماية بخمسة رماة؛ الظهر: نسر هيرالدي يحمل شعار المدينة، غصن بلوط، العلم الفيدرالي، منظر المدينة، TIR FÉDÉRAL DE 1898 A NEUCHATEL (F. Landry) | 45 مم | 38.3 غ (فضة)               |                   | 970       |
| لوسيرن    | 1901    | الوجه: نصف تمثال لهيلفيسيا مدرعة وخوذة مزينة بزهرة الجنطيانا، منظر لبحيرة لوسيرن وكنيسة تيل بالخلفية؛ الظهر: شعار لوسيرن فوق صليب سويسري، EIDGENOESSISCHES SCHVETZENFEST 1901 (Hans Frei, Basel) | 45 مم | 36 غ (فضة)                 |                   | 879       |
| سانت غالن | 1904    | الوجه: رامٍ يحمل بندقية من طراز Schmidt–Rubin، شجرة بلوط، منظر المدينة، ST. GALLEN 1904؛ الظهر: هيلفيسيا واقفة تحمل العلم الاتحادي، مع جندي مشاة في الخلفية، شعار المدينة وصليب سويسري محفور في الصخر، EIDGENOSSISCHES SCHUTZENFEST (Huguenin frères)                                                                                                | 33 مم | 16 غ                       | 4,759 (فضة)       | 1175      |
| زيورخ     | 1907    | الوجه: هيلفيسيا بتاج من إدلوايس مع تمثيل للمدينة؛ الظهر: غصن غار، EIDGENOESSISCHES SCHUETZENFEST IN ZUERICH 1907 (Bosch, Huguenin) |       | 10.4 غ (فضة)، 15.2 غ (ذهب) | 400 (ذهب)         | 1793      |
| برن       | 1910    | الوجه: امرأة ترتدي زي برني تقليدي، 1910 Bern؛ الظهر: شعار الاتحاد محمول على دب، برج زيتجلوجه، EIDGENOESSISCHES SCHUETZENFEST |       | 14 غ (فضة)، 13.3 غ (ذهب)   |                   | 263       |
| آرغاو     | 1924    | الوجه: ويليام تيل راكعًا، DU KENNST DEN SCHÜTZEN ("أنت تعرف الرامي")؛ الظهر: نسر هيرالدي يحيط به صليب سويسري، EIDG·SCHÜTZENFEST·AARAU·1924. النسخة (ريختر 44) عليها عبارة إضافية: DEN MITARBEITERN GEWIDMET |       | 10 غ (ذهب)، 12.6 غ (فضة)   | 223 (ذهب)         | 43، 44    |
| آرغاو     | 1924    | الوجه: رجلان واقفان، يحملان البنادق في اليد اليسرى ويتصافحان، صليب سويسري ضمن حقل مشع، AARAU 1824 1924؛ الظهر: JAHRHUNDERTFEIER DES SCHWEIZ. SCHÜTZENVEREINS (Hans Frei، J. Schwyzer) | 50 مم | 60 غ (برونز)               |                   | 45        |
| بيلينزونا | 1929    | الوجه: فتاة جالسة على صخرة؛ الظهر: نافورة ثلاثية تمثل نهر الرون، نهر تيتشينو، نهر الراين (RODANO، TICINO، RENO), TIRO FEDERALE - BELLINZONA 1924 (Huguenin / Ballestra) | 27 مم | 13 غ                       | 2500              | 1467      |

### الميداليات (1949–1990)
كانت المهرجانات الفيدرالية تتمتع بميداليات تذكارية مصنوعة من الفضة والذهب. لا تحمل هذه العملات قيمة اسمية بالفرنك، وعادةً ما يطلق عليها اسم Schützenmedaille بدلاً من Schützentaler.
تخلت تصميمات الميداليات لمهرجانات 1949 إلى 1979 عن النمط الكلاسيكي للقومية الرومانسية السائدة في التالر في القرن التاسع عشر وأوائل القرن العشرين، وتبعت الأذواق الفنية في عصرها، وتميل نحو الأساليب البسيطة أو ما بعد الحداثة (وهو اتجاه واضح بالفعل في التصميمات الحديثة للإصدار الفيدرالي لعام 1939 وأحد المتغيرين اللذين صُنعا لمهرجان عام 1924).
كانت ميدالية عام 1949 هي آخر ميدالية تنتج في دار سك العملة الفيدرالية، ولا تزال تحمل علامة دار سك العملة B ولا تحمل ختم النعومة، حيث كانت لا تزال مصنوعة بنسبة نقاء 83.5% من عملات 5 فرنكات في ذلك الوقت. تصنع الميداليات من عام 1954 فصاعدا من قبل Huguenin Frères (HF) وتوضع علامة عليها بختم نقاء 900/1000.
| الموقع     | التاريخ | التصميم | عدد السك (السكّات) | رقم ريختر |
| ---------- | ------- | --- | ----------------- | --------- |
| خور (Chur) | 1949    | رامٍ راكع ببندقية، EIDGENÖSSISCHES SCHÜTZENFEST CHUR 1949، EMIL WIEDERKEHR؛ الظهر: شعار غراوبوندن، SCHWEIZERISCHER SCHÜTZENVEREIN، 1824-1949، B                                                                     |                   | 857       |
| لوزان      | 1954    | هنري غيسان بروفايل، · HENRI GUISAN · GENERAL ·، IT RECTE · NIHIL TIMET، A. LASSERRE؛ الظهر: TIR FEDERAL LAUSANNE 1954 داخل صليب محدد، B، CR، 0.900 HF                                                              |                   | 1649      |
| بييل       | 1958    | الوجه: ثلاثة رجال واقفين، أحدهم يزرع البذور، الثاني يحمل بندقية K31، الثالث يطرق حدوة حصان، شعار بييل على قاعدة السندان، HUGUENIN JR؛ الظهر: EIDG. SCHÜTZENFEST BIEL TIR FEDERAL BIENNE 1958، 0,900، HF (Huguenin) |                   |           |
| زيورخ      | 1963    | الوجه: صورة لبندقية Stgw. 57 برأس موجه للأسفل، EIDGENÖSSISCHESSCHÜTZENFESTZÜRICH1963 (نمط حديث غير تقليدي بلا فواصل)؛ الظهر: أسد هيرالدي مبسط يحمل شعار زيورخ، 1963، F. FISCHER                                    |                   |           |
| ثون        | 1969    | الوجه: Eidg. Schützenfest Tir fédéral Thoune Tiro federale Thun، K.J.، 0.900، HF؛ الظهر: رسم مبسط لـ قلعة ثون، صليب سويسري داخل "كِله" (أداة تحديد الإصابة)، 1969، K. JACOBSEN                                      |                   |           |
| لوسيرن     | 1979    | الوجه: ويليام تيل راكعًا، Erni '78 (توقيع الفنان)، 900، +M؛ الظهر: تفاحة مخترقة بسهم نُشّاب أمام صليب سويسري، 50. EIDGENÖSSISCHES SCHÜTZENFEST 1979 LUZERN (هانس إرني)                                                |                   |           |
| خور (Chur) | 1985    | الوجه: 85 Chur، Eidgenössisches Schützenfest، Tir fédéral، Tiro federale، Tir federal، 900 HF؛ الظهر: شعارات المدينة، والكانتون، والاتحاد، CUIRA، COIRE، COIRA، GRÖBLI (كارلو غرُبلي)                               |                   |           |
| فينترتور   | 1990    | الوجه: هدف رماية مع "كِله"، WINTERTHUR 90، 900 HF، EIDG. SCHÜTZENFEST · TIR FEDERAL · TIRO FEDERALE · TIR FEDERAL؛ الظهر: كنيسة فينترتور وشعار المدينة                                                              |                   |           |

### عملات CIT لهواة الجمع (منذ عام 1990 وحتى الآن)
ابتداءً من عام 1982، انتجت ميداليات تذكارية من الذهب والفضة لمختلف أحداث الرماية المحلية بواسطة شركة CIT "Coin Invest Trust" الخاصة ومقرها في Balzers، ليختنشتاين، بالتعاون مع Huguenin Frères (التي أصبحت تسمى منذ عام 2002 Faude & Huguenin SA) من Le Locle. طرحت عملة "Schützentaler" التي إنتجت بشكل خاص عام 1982 باللونين البلاتيني والبلاديوم إلى جانب الفضة وشهدت مبيعات "هائلة" في سوق هواة الجمع وخاصة في الولايات المتحدة. وبفضل هذا النجاح، واصلت CIT Coin Invest إنتاج إصدارات سنوية مرتبطة اسميًا على الأقل بأحداث رماية سويسرية مختارة، وبتصميمات تذكرنا بشكل فضفاض بجماليات Schützentaler في القرن التاسع عشر. يتضمن تصميمهم لـ Feldschiessen لعام 1984 في Oberhasli تصميم Helvetia الجالس لعام 1850 بواسطة Friedrich Fisch وتصوير نصب Wilhelm Tell بواسطة Richard Kissling (1895). يظهر تصميم مهرجان فينترتور لعام 1990 مرة أخرى شخصيات هيلفيتيا المحتضنة وتجسيد المدينة والبنادق المتقاطعة مع إكليل الغار، وإن كان بأسلوب فني حديث ورسوم متحركة قليلاً.
قدمت نفس الشركة أيضًا "Schützentaler" لمهرجان الرماية الفيدرالي منذ عام 1990 فصاعدًا. كان مهرجان 1990 لا يزال يتضمن عملة تذكارية رسمية منفصلة بتصميم حديث، وكانت عملة CIT غير مخصصة.
منذ عام 1995، اعتمد منظمو مهرجانات الرماية الفيدرالية "عملات الرماية" CIT باعتبارها عملات رسمية، وصنفت بـ 50 فرنكًا سويسريًا (فضية) و500 فرنك سويسري (ذهبية).
إنها ميداليات تذكارية تستهدف سوق هواة الجمع، ولكن تُسوق باسم "Schützentaler". وعاد تصميمها إلى الموضوعات الوطنية لإصدارات القرن التاسع عشر، كما أعيد تقديم القيمة الاسمية بالفرنك السويسري. هذه الفئات خيالية ولا علاقة لها بأي سلطة نقدية سويسرية. نُقش convertible à la fête de tir / einlösbar am Schützenfest ("قابلة للاسترداد في مهرجان الرماية") على الجانب الخلفي، تقليدًا للإصدارات الفيدرالية النهائية لعامي 1934 و1939، بحيث تكون تقنيًا رموزًا أو قسائم يمكن استردادها بالمبلغ المذكور في المهرجانات المعنية. بالنسبة للعملات المعدنية الثلاث الصادرة في الفترة 2010 – 2020، ظل الجانب الخلفي للعملات المعدنية دون تغيير، حيث يظهر فئة العملة المعدنية (50 فرنكًا للفضة، و500 فرنك للذهب) في إكليل من خشب البلوط والجنطيانا وفوق بندقيتين متقاطعتين مع قرن البارود، والنقش القابلة للتحويل إلى fête de tir / einlösbar am Schützenfest، وختم النعومة HF (Huguenin)، 900 للفضة، و999 للذهب.
| الموقع       | التاريخ | التصميم | الفئة    | معدن العملة | عدد السكّات | رقم KM | رقم Haberling |
| ------------ | ------- | --- | -------- | ----------- | ---------- | ------ | ------------- |
| فينترتور     | 1990    | الوجه: تجسيد المدينة وهلفيتيا واقفتان، فينترتور تحمل سيفًا، وهلفيتيا تحمل الدرع الفيدرالي؛ الظهر: هدف داخل إكليل غار، يتقاطع فوقه بندقيتان.          | —        | فضة         | 5٬000      |        | H39a          |
| فينترتور     | 1990    | الوجه: تجسيد المدينة وهلفيتيا واقفتان، فينترتور تحمل سيفًا، وهلفيتيا تحمل الدرع الفيدرالي؛ الظهر: هدف داخل إكليل غار، يتقاطع فوقه بندقيتان.          | —        | ذهب         | 400        |        | H40a          |
| ثون          | 1995    | الوجه: تمثال نصفي لتيل يحمل قوس نُشّاب وسهماً؛ الظهر: بندقية K31، شعاري الاتحاد وبرن، ومنظر بانورامي.                                                  | 50 فرنكاً | فضة         | 5٬000      | S46    | H49a          |
| ثون          | 1995    | الوجه: تمثال نصفي لتيل يحمل قوس نُشّاب وسهماً؛ الظهر: بندقية K31، شعاري الاتحاد وبرن، ومنظر بانورامي.                                                  | 500 فرنك | ذهب         | 500        | S47    | H50           |
| بيير (Bière) | 2000    | الوجه: جندي من عصر النهضة يحمل سيفاً متموّجاً ودرع كانتون فود؛ الظهر: صليب سويسري، أكاليل عنب، وبندقيتان متقاطعتان.                                    | 50 فرنكاً | فضة         | 3٬500      | S59    | H62           |
| بيير (Bière) | 2000    | الوجه: جندي من عصر النهضة يحمل سيفاً متموّجاً ودرع كانتون فود؛ الظهر: صليب سويسري، أكاليل عنب، وبندقيتان متقاطعتان.                                    | 500 فرنك | ذهب         | 300        | S60    | H63a          |
| فراونفيلد    | 2005    | الوجه: هدف بشكل تفاحة؛ الظهر: قلعة فراونفيلد، ودرع المدينة.                                                                                         | —        | فضة، ذهب    |            |        |               |
| آراؤو        | 2010    | الوجه: تجسيد يمسك بإكليل وغصن بلوط، ويستند إلى درع يحمل النسر الإمبراطوري، ويتوسطه شعار الكانتون، أمام أسد متمدد؛ الظهر: إكليل، بندقيتان متقاطعتان. | 50 فرنكاً | فضة         | 2٬000      | S79    | H83a          |
| آراؤو        | 2010    | الوجه: تجسيد يمسك بإكليل وغصن بلوط، ويستند إلى درع يحمل النسر الإمبراطوري، ويتوسطه شعار الكانتون، أمام أسد متمدد؛ الظهر: إكليل، بندقيتان متقاطعتان. | 500 فرنك | ذهب         | 200        | S80    | H84a          |
| فاليه        | 2015    | الوجه: رامٍ يُتوَّج بإكليل غار من قِبل تجسيد النصر؛ الظهر: إكليل، بندقيتان متقاطعتان.                                                                    | 50 فرنكاً | فضة         | 1٬200      | —      | H93a          |
| فاليه        | 2015    | الوجه: رامٍ يُتوَّج بإكليل غار من قِبل تجسيد النصر؛ الظهر: إكليل، بندقيتان متقاطعتان.                                                                    | 500 فرنك | ذهب         | 200        | —      | H94a          |
| لوسيرن       | 2020    | الوجه: هلفيتيا وشخصية لوسيرن مع درعين، هلفيتيا جالسة تحمل سيفًا، لوسيرن واقفة تمسك بندقية، أسد عند قدمي لوسيرن؛ الظهر: إكليل، بندقيتان متقاطعتان.    | 50 فرنكاً | فضة         | 1٬000      | —      |               |
| لوسيرن       | 2020    | الوجه: هلفيتيا وشخصية لوسيرن مع درعين، هلفيتيا جالسة تحمل سيفًا، لوسيرن واقفة تمسك بندقية، أسد عند قدمي لوسيرن؛ الظهر: إكليل، بندقيتان متقاطعتان.    | 500 فرنك | ذهب         | 125        |        |               |

## فهرس
- بروس، كولين ر. الثاني ، عملات عالمية غير عادية ، أيولا، ويسكونسن : منشورات كراوس ، 2007،(ردمك 0-89689-576-9)
- كراوس، تشيستر إل. وميشلر، كتالوج كليفورد القياسي للعملات العالمية 1801-1900 ، منشورات كراوس، 1996،(ردمك 0-87341-427-6)
- كراوس، ديلبرت راي، ميداليات الرماية السويسرية ، دار ويتمان للنشر، 1965
- مارتن، جان إل. Les médailles de tir Suisse 1612–1939 لوزان، 1972
- ريختر، يورغ دي شوتزنتالير آند شوتزينميدالين دير شويز ، 2005،(ردمك 3-924861-95-1)
- هابرلينج، مايكل سويس، عملات مهرجان الرماية 1842 - 2015 ، 2015

## روابط خارجية
- عملة سويسرية من نوع Thalers على موقع zumbo.ch